# Gouvernement Salandra II
Royaume d'Italie
Salandra I Boselli
Le gouvernement Salandra II (Governo Salandra II, en italien) est le gouvernement du royaume d'Italie entre le 5 novembre 1914 et le 18 juin 1916, durant la XXIVe législature.

## Historique

### Président du conseil des ministres
Antonio Salandra